# St. Veit und St. Martin (Wunsiedel)

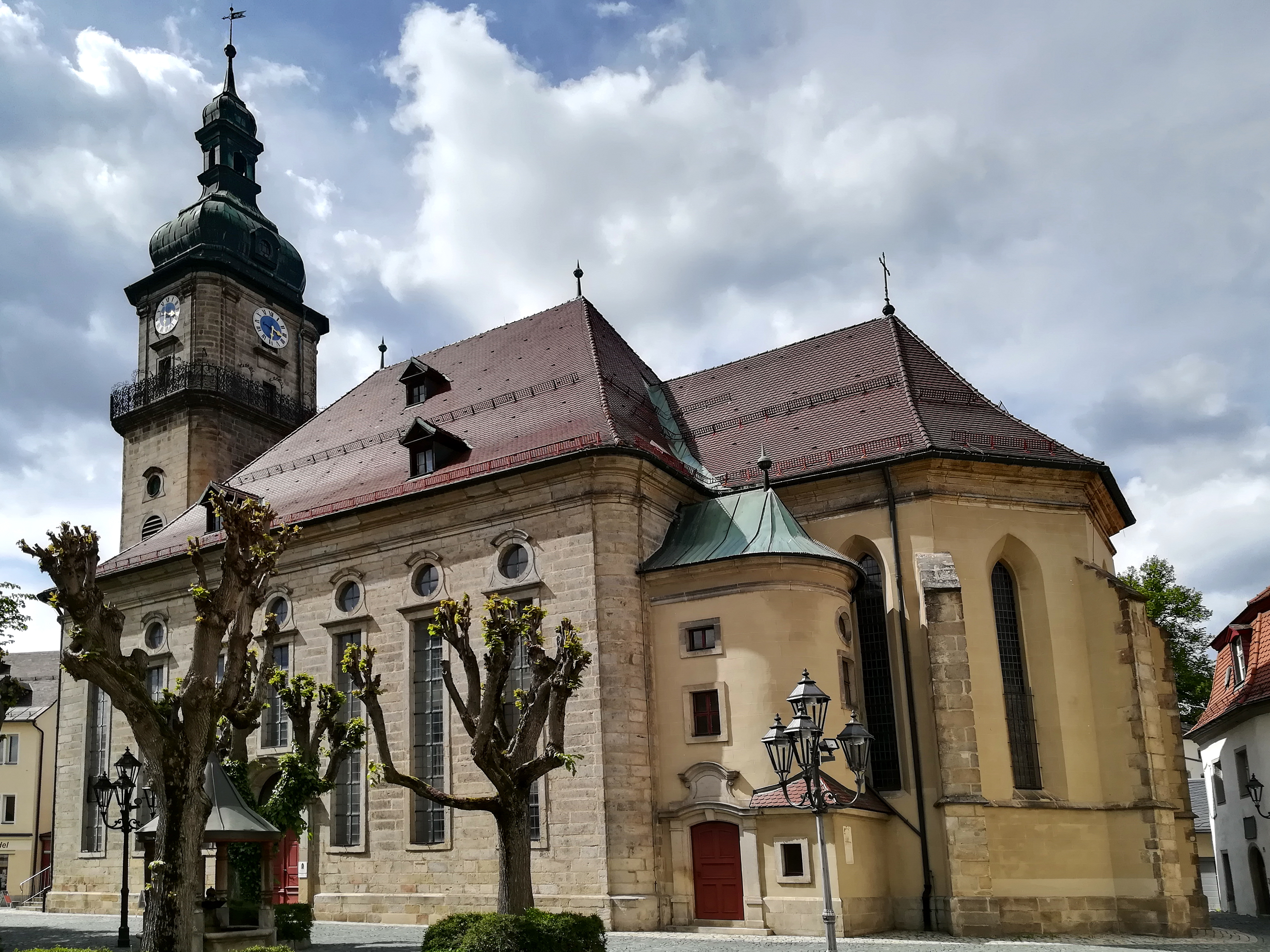
St. Veit und St. Martin (Wunsiedel)

Die denkmalgeschützte, evangelisch-lutherische Pfarrkirche St. Veit und St. Martin steht in Wunsiedel, der Kreisstadt des Landkreises Wunsiedel im Fichtelgebirge (Oberfranken, Bayern). Die Kirche ist unter der Denkmalnummer D-4-79-169-157 als Baudenkmal in der Bayerischen Denkmalliste eingetragen. Die Kirchengemeinde gehört zum Dekanat Wunsiedel im Kirchenkreis Bayreuth der Evangelisch-Lutherischen Kirche in Bayern.

## Beschreibung

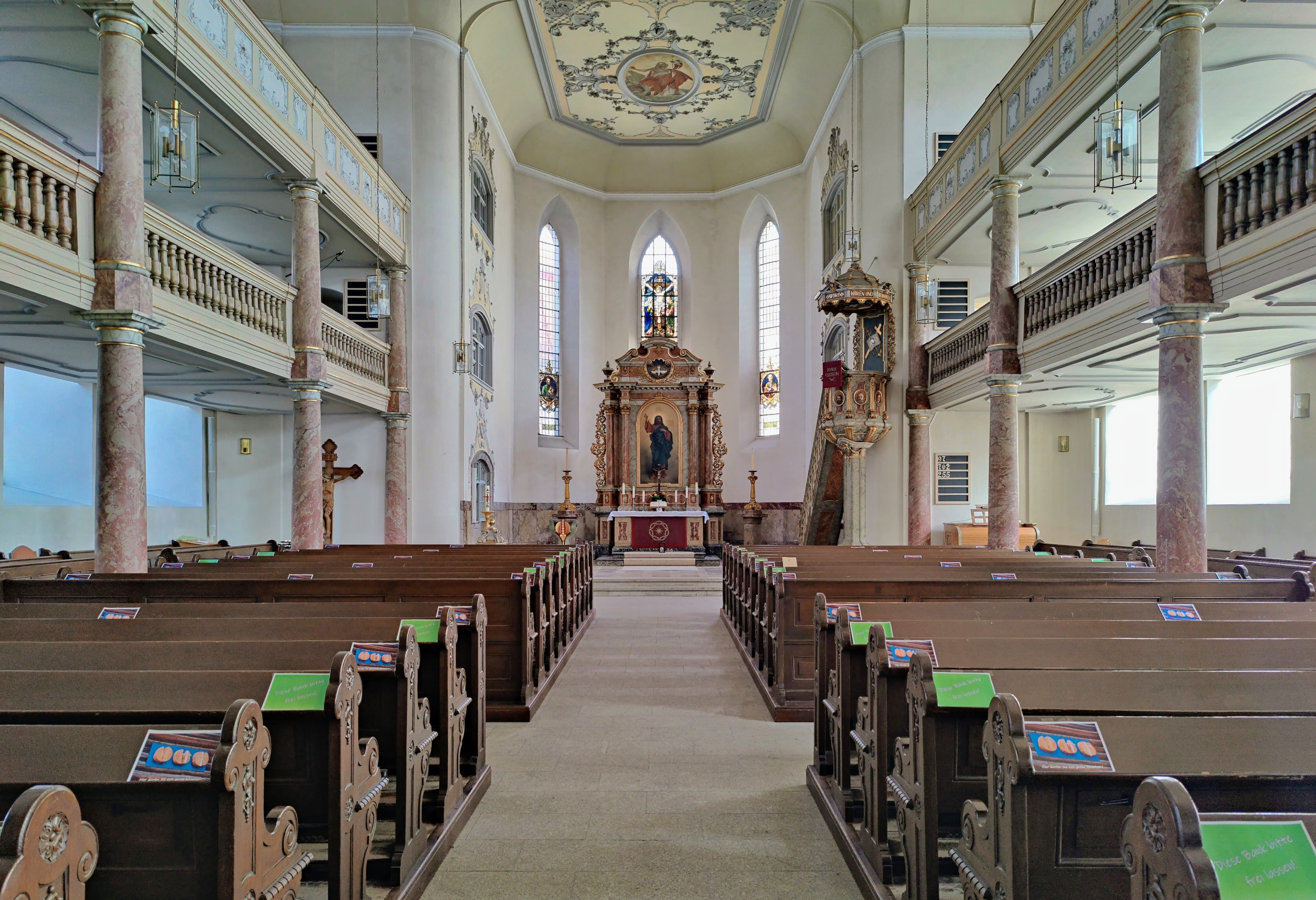
Innenraum (2022)

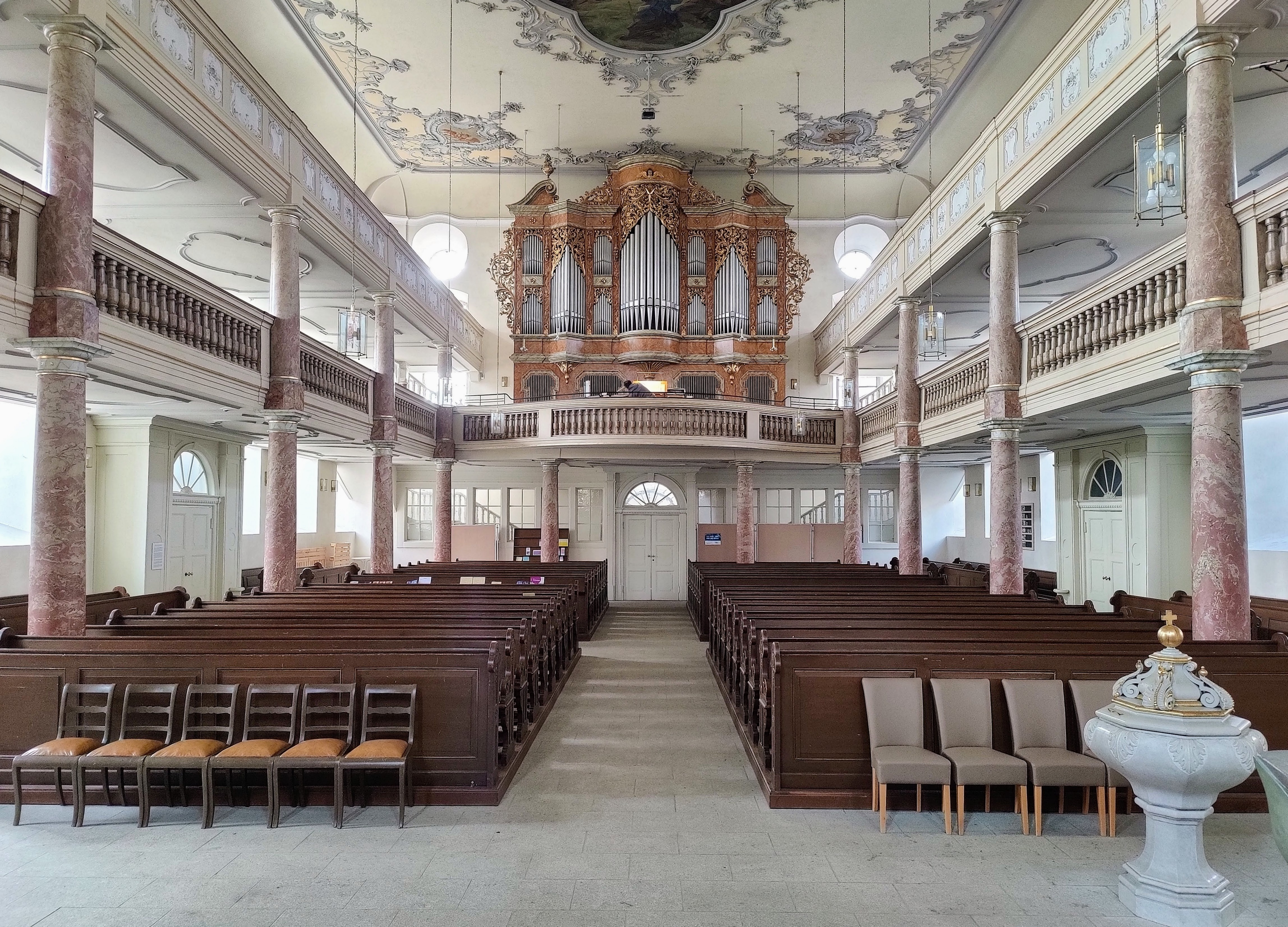
Blick zur Orgel

Die Saalkirche wurde nach dem Stadtbrand von 1731, und, nachdem sie 1903 abermals ausgebrannt war, im Markgrafenstil wiederaufgebaut. Sie besteht aus einem Langhaus aus Quadermauerwerk, einem eingezogenen, dreiseitig geschlossenen Chor, der mit Strebepfeilern gestützt wird, im Osten und einem dreigeschossigen, steinsichtigen Fassadenturm im Westen, der erst 1769–70 durch das Aufsetzen des letzten Geschosses, das die Turmuhr und den Glockenstuhl beherbergt, und die Bekrönung mit einer Welschen Haube vollendet wurde. 
Die zweigeschossigen Emporen der Erstausstattung sind erhalten geblieben. Die Kirchenausstattung musste nach dem Brand von 1903 erneuert werden. Die 1869 von G. F. Steinmeyer & Co. gebaute Orgel mit 21 Registern auf zwei Manualen und Pedal ist 1903 durch das Feuer zerstört worden. 1906 wurde von derselben Firma ein neues, nun dreimanualiges Werk errichtet und 1954 von ihr umgebaut sowie auf 39 Register erweitert. Die letzte Überarbeitung erfolgte 2020 durch Orgelbau Friedrich, dabei wurde ein zusätzlicher Spieltisch geliefert und eine Setzeranlage eingebaut.